# Oliver (énekes)
William Oliver Swoffold, ismertebb művésznevén Oliver (North Wilkesboro, Észak-Karolina, 1945. február 22. – Shreveport, Louisiana, 2000. február 12.) amerikai énekes volt. Leginkább a Hair című musical egyik betétdaláról, a "Good Morning Starshine"-ról lett ismert. Ezenkívül "Jean" című számával is nagy sikereket ért el.

## Diszkográfia

### Nagylemezek
- 1969 - Good Morning Starshine
- 1970 - Again
- 1971 - The Best of Oliver
- 1971 - Prisms
- 1997 - Oliver
- 2005 - Good Morning Starshine:The Best of Oliver

### Kislemezek
| Év   | Cím                                                                   | Legjobb slágerlistás helyezés | Legjobb slágerlistás helyezés | Legjobb slágerlistás helyezés | Legjobb slágerlistás helyezés | Kiadó                  | B-oldal                                             | Album                  |
| Év   | Cím                                                                   | US                            | AC                            | AUS                           | UK                            | Kiadó                  | B-oldal                                             | Album                  |
| ---- | --------------------------------------------------------------------- | ----------------------------- | ----------------------------- | ----------------------------- | ----------------------------- | ---------------------- | --------------------------------------------------- | ---------------------- |
| 1969 | "Good Morning Starshine"                                              | 3                             | 3                             | -                             | 6                             | Jubilee Records        | "Can't You See"                                     | Good Morning Starshine |
| 1969 | "Jean"                                                                | 2                             | 1                             | 5                             | –                             | Crewe Records          | "The Arrangement"                                   | Good Morning Starshine |
| 1969 | "Sunday Mornin'"                                                      | 35                            | 14                            | -                             | –                             | Crewe Records          | "Letmekissyouwithadream"                            |                        |
| 1970 | "Angelica"                                                            | 97                            | 26                            | 54                            | –                             | Crewe Records          | "Anna"                                              | Again                  |
| 1970 | "I Can Remember"                                                      | –                             | 24                            | -                             | –                             | Crewe Records          | "Where There's A Heartache (There Must Be A Heart)" | Again                  |
| 1970 | "Come Softly to Me" (duet with Lesley Gore, billed as "Billy n' Sue") | -                             | -                             | -                             | -                             | Crewe Records          | "Billy n' Sue's Love Theme"                         | non-album single       |
| 1970 | "Light the Way"                                                       | –                             | -                             | –                             | –                             | United Artists Records | "Sweet Kindness"                                    | Prisms                 |
| 1971 | "Early Morning Rain"                                                  | 124                           | 38                            | -                             | –                             | United Artists Records | "Catch Me If You Can"                               | Prisms                 |
| 1973 | "Everybody I Love You"                                                | –                             | –                             | -                             | –                             | Paramount Records      | "I Am Reaching"                                     |                        |